# Фойерцангенболе
Фо́йерцангенбо́ле (нем. Feuerzangenbowle — букв. «крюшон на огненных щипцах») — немецкий горячий пунш на основе красного вина, традиционный новогодний напиток.
Для приготовления фойерцангенболе красное вино смешивают с апельсиновым или лимонным соком, добавляют пряности и нагревают. Дальнейший процесс приготовления происходит на настольной горелке, чтобы напиток не остывал. Сверху над ёмкостью устанавливают особое металлическое приспособление с отверстиями, на котором зажигают пропитанную ромом сахарную голову. Плавящийся сахар медленно, по каплям стекает в пунш.
Немецкий писатель Генрих Шпёрль написал юмористический роман с одноимённым названием, в котором подробно описывается приготовление пунша. Роман был экранизирован в 1944 году: главную роль в комедии «Пунш из жжёного сахара» исполнил Хайнц Рюман. В Гёттингенском университете имеется традиция ежегодной встречи студентов и выпускников за кружкой фойерцангенболе с обязательным просмотром фильма.